# 第40回ゴールデンラズベリー賞
第40回ゴールデンラズベリー賞は、2019年の映画で最低の作品に贈られる賞である。2020年2月8日にノミネートが発表され、同年3月16日に最低賞の選考結果が発表された。最低賞の発表と授賞式は2020年3月14日に予定されていたが、新型コロナウイルス感染症流行の影響で授賞式が中止となり、最低賞は3月16日にゴールデンラズベリー賞財団のYouTubeチャンネルとウェブサイトで発表された。2010年代最低賞は発表されていない。

## ノミネート一覧
太字が受賞である。
| 部門 | 候補 |
| --- | ---- |
| 最低作品賞 |      |
| 『キャッツ』 |      |
| 『ファナティック ハリウッドの狂愛者』 |      |
| 『ハリウッド1969 シャロン・テートの亡霊』 |      |
| 『タイラー・ペリー マデアの家族葬』 |      |
| 『ランボー ラスト・ブラッド』 |      |
| 最低主演男優賞 |      |
| ジェームズ・フランコ - 『ゼロヴィル』 |      |
| デヴィッド・ハーバー - 『ヘルボーイ』 |      |
| マシュー・マコノヒー - 『セレニティー:平穏の海』 |      |
| シルヴェスター・スタローン - 『ランボー ラスト・ブラッド』                                                                                           |      |
| ジョン・トラボルタ - 『ファナティック ハリウッドの狂愛者』『ワイルド・レース』                                                                       |      |
| 最低主演女優賞 |      |
| ヒラリー・ダフ - 『ハリウッド1969 シャロン・テートの亡霊』                                                                                           |      |
| アン・ハサウェイ - 『 ザ・ハッスル』『セレニティー:平穏の海』                                                                                        |      |
| フランチェスカ・ヘイワード - 『キャッツ』 |      |
| タイラー・ペリー - 『タイラー・ペリー マデアの家族葬』                                                                                               |      |
| レベル・ウィルソン - 『ザ・ハッスル』 |      |
| 最低助演女優賞 |      |
| ジェシカ・チャステイン - 『X-MEN:ダーク・フェニックス』                                                                                              |      |
| キャシー・デイビス - 『タイラー・ペリー マデアの家族葬』                                                                                             |      |
| ジュディ・デンチ - 『キャッツ』 |      |
| フィネサ・ピネダ - 『ランボー ラスト・ブラッド』 |      |
| レベル・ウィルソン - 『キャッツ』 |      |
| 最低助演男優賞 |      |
| ジェームズ・コーデン - 『キャッツ』 |      |
| タイラー・ペリー - 『タイラー・ペリー マデアの家族葬』（ジョー役 ）                                                                                  |      |
| タイラー・ペリー - 『タイラー・ペリー マデアの家族葬』（ヒースローおじさん役 ）                                                                      |      |
| セス・ローゲン - 『ゼロヴィル』 |      |
| ブルース・ウィリス - 『ミスター・ガラス』 |      |
| 最低スクリーンコンボ賞 |      |
| すべての半猫/半人の毛玉コンビ - 『キャッツ』 |      |
| ジェイソン・デルーロとCGI去勢された彼の「膨らみ」 - 『キャッツ』                                                                                     |      |
| タイラー・ペリーとタイラー・ペリー（またはタイラー・ペリー）- 『タイラー・ペリー マデアの家族葬』                                                    |      |
| シルヴェスター・スタローンと彼の無力な怒り - 『ランボー ラスト・ブラッド』                                                                           |      |
| ジョン・トラボルタと彼が受け入れるすべての脚本 |      |
| 最低監督賞 |      |
| フレッド・ダースト - 『ファナティック ハリウッドの狂愛者』                                                                                           |      |
| ジェームズ・フランコ - 『ゼロヴィル』 |      |
| エイドリアン・グランバーグ - 『ランボー ラスト・ブラッド』                                                                                           |      |
| トム・フーパー - 『キャッツ』 |      |
| ニール・マーシャル - 『ヘルボーイ』 |      |
| 最低脚本賞 |      |
| 『キャッツ』 - リー・ホール、トム・フーパー |      |
| 『ハリウッド1969 シャロン・テートの亡霊』 - ダニエル・ファランズ                                                                                     |      |
| 『ヘルボーイ』 - アンドリュー・コスビー （マイク・ミニョーラ原作の漫画『ヘルボーイ』の登場人物に基づく）                                             |      |
| 『タイラー・ペリー マデアの家族葬』 - タイラー・ペリー                                                                                               |      |
| 『ランボー ラスト・ブラッド』 - マット・シルニック、シルヴェスター・スタローン（ディヴィッド・マレル原作の小説『一人だけの軍隊』の登場人物に基づく） |      |
| 最低リメイク・パクリ・続編賞 |      |
| 『X-MEN:ダーク・フェニックス』 |      |
| 『ゴジラ キング・オブ・モンスターズ』 |      |
| 『ヘルボーイ』 |      |
| 『タイラー・ペリー マデアの家族葬』 |      |
| 『ランボー ラスト・ブラッド』 |      |
| 人命と公共財を軽視する無謀さに対する最低賞（2019年新設）                                                                                             |      |
| 『ブルータル・ジャスティス』 |      |
| 『ハリウッド1969 シャロン・テートの亡霊』 |      |
| 『ヘルボーイ』 |      |
| 『ジョーカー』 |      |
| 『ランボー ラスト・ブラッド』 |      |
| 名誉挽回賞 |      |
| エディ・マーフィ - 『ルディ・レイ・ムーア』 |      |
| キアヌ・リーブス - 『ジョン・ウィック:パラベラム』『トイ・ストーリー4』                                                                              |      |
| アダム・サンドラー - 『アンカット・ダイヤモンド』 |      |
| ジェニファー・ロペス - 『ハスラーズ』 |      |
| ウィル・スミス - 『アラジン』 |      |